# ASB Classic 2025
ASB Classic 2025 là một giải quần vợt nam và nữ chuyên nghiệp thi đấu trên mặt sân cứng ngoài trời tại ASB Tennis Centre ở Auckland. Đây là lần thứ 38 của giải đấu nữ (một giải WTA 250) và lần thứ 47 của giải đấu nam (một giải ATP 250). Giải đấu nữ diễn ra từ ngày 30 tháng 12 năm 2024 đến ngày 5 tháng 1 năm 2025, trong khi giải đấu nam diễn ra từ ngày 6 đến ngày 11 tháng 1 năm 2025.

## Nội dung đơn ATP

### Hạt giống
| Quốc gia | Tay vợt                    | Xếp hạng1 | Hạt giống |
| -------- | -------------------------- | --------- | --------- |
| USA      | Ben Shelton                | 21        | 1         |
| CHI      | Alejandro Tabilo           | 23        | 2         |
| ARG      | Sebastián Báez             | 27        | 3         |
| ARG      | Francisco Cerúndolo        | 30        | 4         |
| FRA      | Giovanni Mpetshi Perricard | 31        | 5         |
| ITA      | Flavio Cobolli             | 32        | 6         |
| POR      | Nuno Borges                | 36        | 7         |
| USA      | Alex Michelsen             | 41        | 8         |

- 1 Bảng xếp hạng vào ngày 30 tháng 12 năm 2024.

### Vận động viên khác
Đặc cách:
- Gabriel Diallo

Vượt qua vòng loại:

## Nội dung đôi ATP

### Hạt giống
| Quốc gia | Tay vợt         | Quốc gia | Tay vợt         | Xếp hạng1 | Hạt giống |
| -------- | --------------- | -------- | --------------- | --------- | --------- |
| CRO      | Nikola Mektić   | NZL      | Michael Venus   | 23        | 1         |
| ARG      | Máximo González | ARG      | Andrés Molteni  | 43        | 2         |
| GBR      | Julian Cash     | GBR      | Lloyd Glasspool | 60        | 3         |
| FRA      | Sadio Doumbia   | FRA      | Fabien Reboul   | 66        | 4         |

- 1 Bảng xếp hạng vào ngày 30 tháng 12 năm 2024.

### Vận động viên khác
Đặc cách:

## Nội dung đơn WTA

### Hạt giống
| Quốc gia | Tay vợt          | Xếp hạng1 | Hạt giống |
| -------- | ---------------- | --------- | --------- |
| USA      | Madison Keys     | 21        | 1         |
| BEL      | Elise Mertens    | 34        | 2         |
| USA      | Amanda Anisimova | 36        | 3         |
| NZL      | Lulu Sun         | 40        | 4         |
| DEN      | Clara Tauson     | 50        | 5         |
| GBR      | Emma Raducanu    | 57        | 6         |
| JPN      | Naomi Osaka      | 58        | 7         |
| USA      | Katie Volynets   | 59        | 8         |

- 1 Bảng xếp hạng vào ngày 23 tháng 12 năm 2024.

### Vận động viên khác
Đặc cách:
- Renáta Jamrichová
- Vivian Yang

Bảo toàn thứ hạng:
- Julia Grabher

Vượt qua vòng loại:
- Anna-Lena Friedsam
- Lina Glushko
- Nao Hibino
- Victoria Jiménez Kasintseva
- Leyre Romero Gormaz
- Lucrezia Stefanini

Thua cuộc may mắn:
- Jodie Burrage
- Mai Hontama

### Rút lui
- Elise Mertens → thay thế bởi  Jodie Burrage
- Emma Raducanu → thay thế bởi  Mai Hontama

## Nội dung đôi WTA

### Hạt giống
| Quốc gia | Tay vợt         | Quốc gia | Tay vợt       | Xếp hạng1 | Hạt giống |
| -------- | --------------- | -------- | ------------- | --------- | --------- |
| USA      | Sofia Kenin     | BEL      | Elise Mertens | 31        | 1         |
| CHN      | Jiang Xinyu     | TPE      | Wu Fang-hsien | 98        | 2         |
| JPN      | Makoto Ninomiya | HUN      | Fanny Stollár | 122       | 3         |
| POL      | Katarzyna Piter | CHN      | Tang Qianhui  | 142       | 4         |

- 1 Bảng xếp hạng vào ngày 23 tháng 12 năm 2024.

### Vận động viên khác
Đặc cách:
- Monique Barry /  Jade Otway
- Valentina Ivanov /  Vivian Yang

Thay thế:
- Julia Grabher /  Laura Pigossi

### Rút lui
- Sofia Kenin /  Elise Mertens → thay thế bởi  Julia Grabher /  Laura Pigossi

## Nhà vô địch

### Đơn nam
- vs.

### Đơn nữ
- vs.

### Đôi nam
- /  vs.  /

### Đôi nữ
- /  vs.  /